# 다니엘레 페치

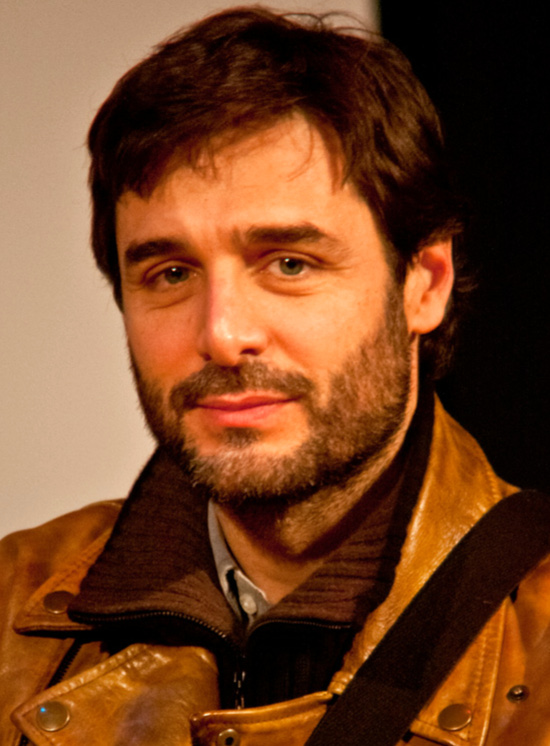

다니엘레 페치(Daniele Pecci, 1970년 5월 23일 ~ )는 이탈리아의 배우, 텔레비전 배우이다.
로마에서 태어났다.

## 영화
- 매뉴얼 오브 러브 3 (2011년)
- 머터니티 블루스 (2011년)
- 캔톤 가족 대소동 (2010년)
- 투어리스트 (2010년)
- 교황 요한 바오로 2세 (2005년)